# Atlantis Condominium
Het Atlantis Condominium is een luxueus appartementencomplex in de Amerikaanse stad Miami.
Het gebouw telt 20 verdiepingen. De buitenwand bestaat grotendeels uit glas met een aantal gekleurde elementen. Midden in de gevel zit een opening van vijf verdiepingen. Hier is een terras, een jacuzzi en een plamboom te vinden. Hierdoor is het een van de blikvangers van de stad. Het gebouw werd veelvuldig gebruikt in de televisieserie Miami Vice (onder andere in het openingsfilmpje) en in de film Scarface.